# Jak Ali Harvey
Jak Ali Harvey, nato Jacques Montgomery Harvey (Hanover, 4 maggio 1989), è un velocista giamaicano naturalizzato turco, vicecampione europeo dei 100 metri piani ad Amsterdam 2016.

## Palmarès
| Anno                             | Manifestazione          | Sede           | Evento      | Risultato  | Prestazione | Note                                     |
| -------------------------------- | ----------------------- | -------------- | ----------- | ---------- | ----------- | ---------------------------------------- |
| In rappresentanza della Giamaica |                         |                |             |            |             |                                          |
| 2010                             | Giochi CAC              | Mayagüez       | 4×100 m     | Argento    | 38"78       |                                          |
| 2011                             | Universiadi             | Shenzhen       | 100 m piani | Oro        | 10"14       |                                          |
| 2011                             | Universiadi             | Shenzhen       | 4×100 m     | Batteria   | dq          |                                          |
| In rappresentanza della Turchia  |                         |                |             |            |             |                                          |
| 2015                             | Mondiali                | Pechino        | 100 m piani | Semifinale | 10"08       |                                          |
| 2016                             | Europei                 | Amsterdam      | 100 m piani | Argento    | 10"07       |                                          |
| 2016                             | Europei                 | Amsterdam      | 4×100 m     | Batteria   | 39"58       | [ 1 ]                                    |
| 2016                             | Giochi olimpici         | Rio de Janeiro | 100 m piani | Semifinale | 10"03       |                                          |
| 2016                             | Giochi olimpici         | Rio de Janeiro | 200 m piani | Batteria   | 20"58       | Miglior prestazione personale stagionale |
| 2016                             | Giochi olimpici         | Rio de Janeiro | 4×100 m     | Batteria   | 38"30       | [ 2 ]                                    |
| 2017                             | Mondiali                | Londra         | 100 m piani | Semifinale | 10"16       |                                          |
| 2017                             | Mondiali                | Londra         | 4×100 m     | 7º         | 38"73       | [ 3 ]                                    |
| 2018                             | Giochi del Mediterraneo | Tarragona      | 100 m piani | Oro        | 10"10       |                                          |
| 2018                             | Giochi del Mediterraneo | Tarragona      | 4×100 m     | Argento    | 38"50       | [ 4 ]                                    |
| 2018                             | Europei                 | Berlino        | 100 m piani | Bronzo     | 10"01       |                                          |
| 2018                             | Europei                 | Berlino        | 4×100 m     | Argento    | 37"98       | Record nazionale                         |
| 2019                             | World Relays            | Yokohama       | 4×100 m     | 7º         | 39"13       |                                          |
| 2019                             | Mondiali                | Doha           | 4×100 m     | Batteria   | dq          |                                          |
| 2021                             | World Relays            | Chorzów        | 4×100 m     | Batteria   | 39"59       |                                          |
| 2021                             | Giochi olimpici         | Tokyo          | 100 m piani | Batteria   | 10"25       | Miglior prestazione personale stagionale |
| 2021                             | Giochi olimpici         | Tokyo          | 4×100 m     | Batteria   | dq          |                                          |
| 2022                             | Giochi del Mediterraneo | Orano          | 100 m piani | Oro        | 10"15       | Miglior prestazione personale stagionale |
| 2022                             | Giochi del Mediterraneo | Orano          | 4×100 m     | Argento    | 38"98       |                                          |
| 2022                             | Europei                 | Monaco         | 100 m piani | Semifinale | dq          |                                          |
| 2022                             | Europei                 | Monaco         | 4×100 m     | 7º         | 39"20       |                                          |

## Altre competizioni internazionali
2016
- Oro al Bauhaus-Galan ( Stoccolma), 100 m piani - 10"18

2018
- Argento in Coppa continentale ( Ostrava), 4×100 m - 38"96